# Шаовци
Шаовци или Шаувци (на гръцки: Σιάκι, Сяки) е бивше село в Република Гърция на територията на днешния дем Преспа, област Западна Македония.

## География
Селото е било разположено в областта Голема Преспа в подножието на ридовете на Баба Елата и Бела вода, на Стара река, между Ръмби (Лемос) и Герман (Агиос Германос).

## История
В XIX век Шаовци е албанско село в нахия Долна Преспа на Битолската каза на Османската империя. Албанците тероризират българското население на Герман и околните села. По време на Илинденско-Преображенското въстание в 1903 година Шаовци е нападнато от четата на Наум Геровски, населението му го напуска.
През Балканската война в селото влизат гръцки части, а след Междусъюзническата война Шаовци попада в Гърция.
В 1924 година албанските му жители се изселват в Албания и на тяхно място са заселени понтийски гърци.
В 1928 година Шаовци е признато за село в община Герман и има 44 жители. Шаовци е заличено в 1940 година.